# Моисеенко, Владимир Николаевич
Влади́мир Никола́евич Моисе́енко (7 марта 1963, Магнитогорск, Челябинская область — 15 марта 2011, Москва) — российский сценарист.

## Биография
Родился 7 марта 1963 года в Магнитогорске.
В 1996 г. окончил сценарный факультет ВГИК.
Член Европейской гильдии деятелей киноискусства и киноакадемии Голливуда.
Скончался на 49-м году жизни 15 марта 2011 года.

## Фильмография
- 2014 Солнечный удар
- 2011 Утомленные солнцем 2: Цитадель
- 2010 Утомленные солнцем 2: Предстояние
- 2010 Возвращение в «А» (Казахстан, Россия)
- 2008 Пять шагов по облакам
- 2007 Антидурь
- 2007 12
- 2006 Опера. Хроники убойного отдела-2 (фильмы 14-15)
- 2006 Вдох-выдох
- 2004 Формула
- 2004 Против течения
- 2003 Нет спасения от любви
- 2003 Кобра. Антитеррор
- 2003 Главное правило № 2
- 2003 Возвращение
- 2001 Кобра (фильмы 1-3)
- 2000 Старые клячи
- 2000 Маросейка, 12 (фильмы 2-3, 6)
- 1996 Кафе «Клубничка» (3, 29, 31, 43, 55, 118, 124, 125, 133, 136, 156, 161 серии)